# Bogdan Vodă (Maramureș)
Pour les articles homonymes, voir Bogdan Vodă.
Bogdan Vodă (Izakonyha en hongrois) est une commune roumaine du județ de Maramureș, dans la région historique de Transylvanie et dans la région de développement du Nord-Ouest.

## Géographie
La commune de Bogdan Vodă est située dans la vallée de l'Iza, affluent de la Tisa, dans un environnement montagnard (les Monts Țibles au sud-est culminent à 1 839 m d'altitude).
Bogdan Vodă se trouve dans le nord-est du județ, à 46 km au sud-est de Sighetu Marmației, la capitale historique de la Marmatie et à 100 km à l'est de Baia Mare, la préfecture du județ.
La commune se compose des villages de Bogdan Vodă (2 560 habitants en 2002) et de Bocicoel (851 habitants en 2002).

## Histoire
La première mention écrite du village date 1352 sous le nom de Cuhea.
Cuhea fut la résidence du voïvode de Marmatie Bogdan de Cuhea, connu sous le nom de Bogdan Ier le Fondateur car il se rebella contre la couronne hongroise et conquit la Moldavie dont il fit une principauté indépendante. Il est considéré comme le deuxième fondateur de cette principauté.
Son nom fut ensuite donné au village.
La commune a fait partie du Comitat de Maramures dans le Royaume de Hongrie jusqu'en 1920, au Traité de Trianon où elle est attribuée à la Roumanie avec toute la Transylvanie.
Bogdan Vodă a abrité jusqu'à la Seconde Guerre mondiale une importante communauté juive qui fut exterminée par les Nazis durant la Shoah.

## Démographie
En 1910, la commune comptait 2 619 Roumains (83,5 % de la population) et 492 Allemands (15,7 %).
En 1930, les autorités recensaient 3 001 Roumains (88,9 %) et 373 Juifs (11 %).
En 2002, la commune comptait 3 403 Roumains (99,8 %) .
| 1880  | 1900  | 1910  | 1930  | 1956  | 1977  | 1992  | 2002  | 2007  |
| ----- | ----- | ----- | ----- | ----- | ----- | ----- | ----- | ----- |
| 1 948 | 2 455 | 3 137 | 3 376 | 4 261 | 4 239 | 3 951 | 3 411 | 3 290 |

## Lieux et monuments
- Ruines d'un monastère du XIVe siècle.
- Église en bois St Nicolas (Sf Nicolae), 1718.